# Montgomery, Alabama
Montgomery är huvudstad i den amerikanska staten Alabama. År 2000 hade Montgomery enligt United States Census Bureau 201 568 invånare, varav 47,67% var vita och 49,63% svarta. Staden ligger i det administrativa området Montgomery County och upptar ett areal av 405,5 km². Staden grundades 1814 och är uppkallad efter general Richard Montgomery, som under den amerikanska revolutionen försökte att invadera kanadensiska provinsen Québec. Montgomery var Amerikas konfedererade staternas första huvudstad (under amerikanska inbördeskriget).

## Historik
Före den europeiska koloniseringen av Alabama-regionen var området befolkat av Alibamu-stammen och Coushatta-stammen, vilka levde på var sin sida om Alabamafloden.
Den första grupp euro-amerikanska bosättare som kom till Montgomery gjorde det under ledning av general John Scott. Den gruppen grundade Alabama Town omkring två kilometer nedströms efter floden från Montgomery Domntown, som staden ser ut idag. 
I staden finns Maxwell Air Force Base. Under senare år har Montgomery växt och diversifierat sin ekonomi. 2007 antog staden ett program för att göra centrum, downtown, mer attraktivt.

## Kommunikationer

### Flygtrafik
- Montgomery Regional Airport

## Amerikanska medborgarrättsrörelsen
- Bussbojkotten i Montgomery
- Rosa Parks
- Martin Luther King, Jr.

## Kända personer som fötts i Montgomery
- Alonzo Babers

- Henry Carr

- Nat King Cole
- Big Mama Thornton
- Toni Tennille